# Guayparín
 (mai 2021).
Guayparín est une ranchería de la municipalité d'Etchojoa située dans l'État mexicain de Sonora, dans la vallée du río Mayo. Selon les données du recensement de la population et du logement réalisé en 2010 par l'Institut national de la statistique et de la géographie (INEGI), Guayparín compte un total de 830 habitants,.

## Géographie
Guayparín est situé aux coordonnées géographiques 26° 57′ 52″ N, 109° 38′ 49″ O, à une altitude de 21 mètres.